# Candy (Rosalía)
Candy è un singolo promozionale della cantante spagnola Rosalía, pubblicato il 18 marzo 2022 come estratto dal terzo album in studio Motomami.

## Antefatti e pubblicazione
Il 31 dicembre 2021 Rosalía ha diffuso un'anteprima del brano, attraverso la pubblicazione di un video promozionale sulla rete sociale.
Una versione remix del brano, interpretata in collaborazione del fondatore del duo musicale portoricano Plan ab Chenco Corleone, è stato pubblicato il 9 settembre 2022 come traccia facente parte dell'edizione deluxe di Motomami.

## Video musicale
Il video musicale, uscito in contemporanea all'album, è prodotto e diretto da Stillz e filmato a Shibuya, quartiere di Tokyo.
Il video, che trae ispirazione dal film Lost in Translation - L'amore tradotto, vede come protagonisti la cantante e il modello statunitense Alton Mason; Rosalía veste creazioni dello scomparso stilista statunitense Virgil Abloh.

## Tracce
Testi di Rosalía Vila Tobella e Pablo Díaz-Reixa, musiche di Rosalía Vila Tobella, William Ray Norwood Jr., Rodney Jerkins, LaShawn Daniels, William Bevan, Fred Jerkins III, Pablo Díaz-Reixa, Kaan Güneşberk, David Rodríguez e Adam Feeney.
1. Candy – 3:13

## Classifiche

### Classifiche settimanali
| Classifica (2022) | Posizione massima |
| ----------------- | ----------------- |
| Argentina         | 94                |
| Portogallo        | 60                |
| Spagna            | 1                 |

### Classifiche di fine anno
| Classifica (2022) | Posizione |
| ----------------- | --------- |
| Spagna            | 78        |